# زمان افت
در الکترونیک، زمان اُفت (به انگلیسی: fall time) (زمان اُفت پالس (به انگلیسی: pulse decay time)) {\displaystyle t_{f}} زمان صرف شده برای کاهش (نزول) دامنه یک پالس از یک مقدار مشخص (معمولاً ۹۰٪ از مقدار پیک به استثنای فراجهش یا فروجهش) به مقدار مشخص دیگر (معمولاً ۱۰٪ از حداکثر مقدار به استثنای بیش از حد یا کمتر شدن) است.
محدودیت‌های مربوط به فروجهش (به انگلیسی: undershoot) و نوسان (همچنین به عنوان حلقه‌زنی و نوسان‌پاندولی نیز شناخته می‌شود) گاهی هنگام تعیین محدودیت‌های زمان اُفت به‌طور اضافه مشخص می‌شود.